# Georg Christian Philipp Friedrich Seefried
Georg Christian Philipp Friedrich Seefried (* 31. Mai 1814 in Wüstenrot; †  3. Oktober 1881 in Göppingen) war ein deutscher Jurist und Mitglied der Frankfurter Nationalversammlung.

## Leben
Georg Seefried wurde als Sohn des Pfarrers Wilhelm Eberhard Ludwig Seefried und dessen Ehefrau Friederike Auguste, geborene Pfister, geboren und studierte nach dem Abitur in Stuttgart von 1832 bis 1835 Kameral- und Rechtswissenschaften an den Universitäten in Tübingen und Heidelberg. In Tübingen schloss er sich 1832 den Feuerreitern und der Burschenschaft Germania Tübingen an und wurde Mitglied eines burschenschaftlich-politischen Klubs, weswegen er zeitweise auf dem Hohenasperg inhaftiert wurde. Von 1835 bis 1837 war er Gerichtsreferendar in Ellwangen und Göppingen und von 1837 bis 1839 Gerichtsaktuar in Schwäbisch Hall und Welzheim. In Göppingen wurde er 1840 Stadtrat und war von 1840 bis 1881 als Rechtskonsulent tätig. Von 1858 bis 1881 war er Stadtschultheiß in Göppingen. 1843 war er im Vorstand des Göppinger Liederkranzes, von 1845 bis 1852 und von 1856 bis 1861 Mitglied der Württembergischen Kammer der Abgeordneten. Am 6. April 1847 ehelichte er in Göppingen Marie Dorothea Ernestine Glocker. 1848 war er Abgeordneter im Vorparlament und 1849 als Ersatzmann in der Frankfurter Nationalversammlung und des Stuttgarter Rumpfparlaments für den Wahlbezirk Württemberg 1 (Donaukreis, Göppingen). Er gehörte keiner Fraktion an. Von 1849 bis 1850 war er Mitglied der Ersten bis Dritten Verfassungsrevidierenden Landesversammlung des Königreichs Württemberg.